# Les Bancals
Pour plus de détails, voir Fiche technique et Distribution.
Les Bancals est un film français réalisé par Hervé Lièvre, sorti en 1983.

## Synopsis

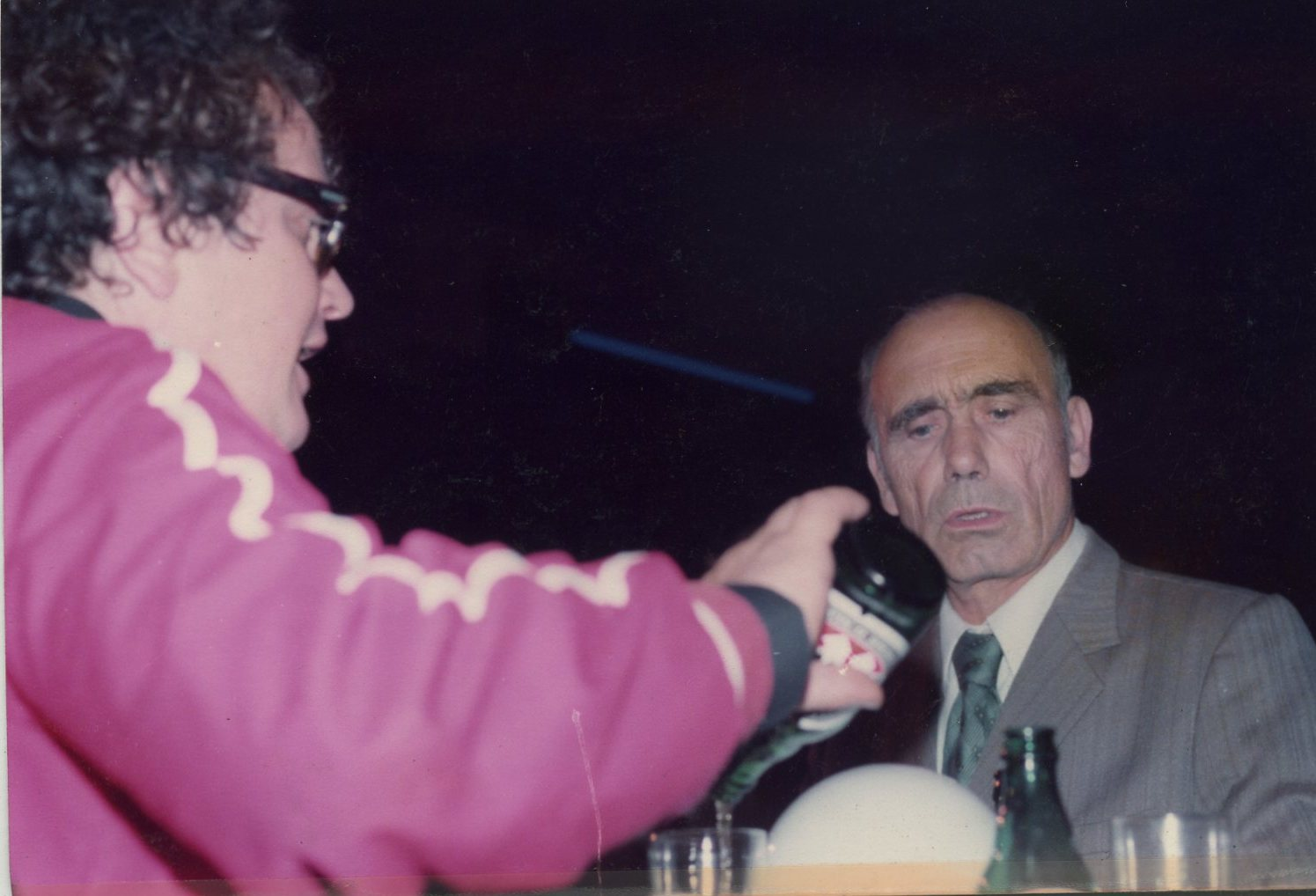

Plus d'un demi-siècle après avoir sauté sur une mine, Antoine vit, solitaire et bougon, dans une petite maison, aux abords d'une grande ville, avec, pour unique compagnie, Pipi, un maigre canari ; le léger handicap dont il souffre, mais aussi qui l'aide à vivre, ne serait-ce qu'en considération de sa petite pension d'invalidité, est en effet pour Antoine une justification suffisante pour vivre à l'écart d'un monde que, par ailleurs, il n'aime guère.
Alain n'a accompli que la moitié du chemin de vie d'Antoine ; sans attache familiale, professionnelle, ou sentimentale, il va de copain en copine, de boulots en occupations diverses.
Chemin faisant, il croisera, approchera; rencontrera Antoine.
Puis, petit à petit, il entrera dans sa Vie, dans sa maison... et dans son porte-monnaie.
Le balancier des sentiments de personnages mal assurés les mènera de la sympathie à la défiance, du rire aux larmes, de l'aide à la haine, des cris au silence, de la complicité au rejet.
Jusqu'à ce qu'Antoine chasse Alain, perdant sans doute ainsi la rare chance de mieux vivre, au moins quelque temps, que chacun était pour l'autre.

## Accueil critique
Claude Fachard, dans Le Pèlerin, juge le film « enthousiasmant ».
Christine de Montvalon, dans Télérama, parle d'« un film d'impressions et de tentations, à mi-chemin entre le rire et les larmes, le cocasse et le tragique. Une comédie douce-amère pas trop mal réussie où deux boiteux du cœur essaient, vaille que vaille de vivre ensemble et n'y parviennent pas ».
Pascal Mathieu, VSD (magazine) : « ... Une histoire originale et deux comédiens excellents. Un très bon premier film... »
Télé Star : « ... Interprété avec beaucoup de sensibilité, un premier film à la fois drôle, tendre et désespéré. »"

## Fiche technique
- Titre : Les Bancals
- Réalisation : Hervé Lièvre
- Scénario : Hervé Lièvre, Albert Delpy
- Assistants réalisateur : Braham Chemani
- Images : Raymond Sauvaire
- Opérateur : Raymond Sauvaire, assisté de Jacques Besses, Irène Champendal, Arnaud du Boisberranger
- Son : Philippe Lecoeur, assisté de Jean Minondo, Thierry Jeandroz, Claudine Nougaret
- Musique : Marc Pindard
- Montage : Michel Fournier
- Décors : Jean-François Perpère
- Script-boy : Bernard Galdin
- Maquillage : Anne Berthoud
- Production : AAPA
- Producteur : Hervé Lièvre
- Directeur de production : Frédéric Anna
- Tournage à Paris, notamment à Bercy
- Tirage : Laboratoire Vitfer
- Format 1 x 1,33
- Durée : 95 minutes
- Distribution : AAPA & Les Films Jacques Leitienne
- Dates de sortie : mai 1983

## Distribution
- Paul Crauchet, Antoine
- Albert Delpy, Alain
- Giblert Bahon, patron resto furieux
- Max Berto, copain de rue jaune
- Fabrice Costa, technocrate taxeur
- Clara Delessert, copine au hangar
- Bernard Galdin, médecin
- Jean-Claude Jay, caissier affable
- Jack Letot, automobiiste rentré
- Anny Mirande, copine d'Alain
- Jean-François Perpère, jogger sauteur
- Jacky Pratoussy, ambulancier mécontent
- Christian Remer, compère du précédent
- Maria Verdi, bouchère épieuse
- Mathieu Barbey, copain café rouge
- Jacques Cellerin, automobiliste piétiné
- François de Casabianca, homme louche
- Catherine Floc'h, copine au flic
- Jacky le Bailly, danseuse abandonnée
- Francine Malaval, danseuse à l'orage
- Yvan Moiziard, copain au flip
- Marie Pillet, serveuse gentille
- Dimitri Radochewitch, sbire du patron
- Françoise Taguet, boulangère hurleuse
- Claude Viel, patron du resto sympa
- Et le cirque du Puits aux Images
- Et les Farfadets

## Autour du film
Les Bancals a été présenté aux :
- Rencontres cinématographiques, Marcigny, 1982
- Festival du film français, Grenoble, 1982
- International film festival, Vancouver, 1982
- Melbourne international film festival, 1983
- Festival de La Vallette, 1988